# Oléoduc du Rhône
Der Oléoduc du Rhône – italienisch Oleodotto del Rodano – ist eine Ölleitung in Italien und der Schweiz. Die Pipeline überquert die Alpen bis in den Kanton Wallis. Die ursprünglich geplante Verlängerung durch die Schweiz nach Deutschland wurde nicht ausgeführt.

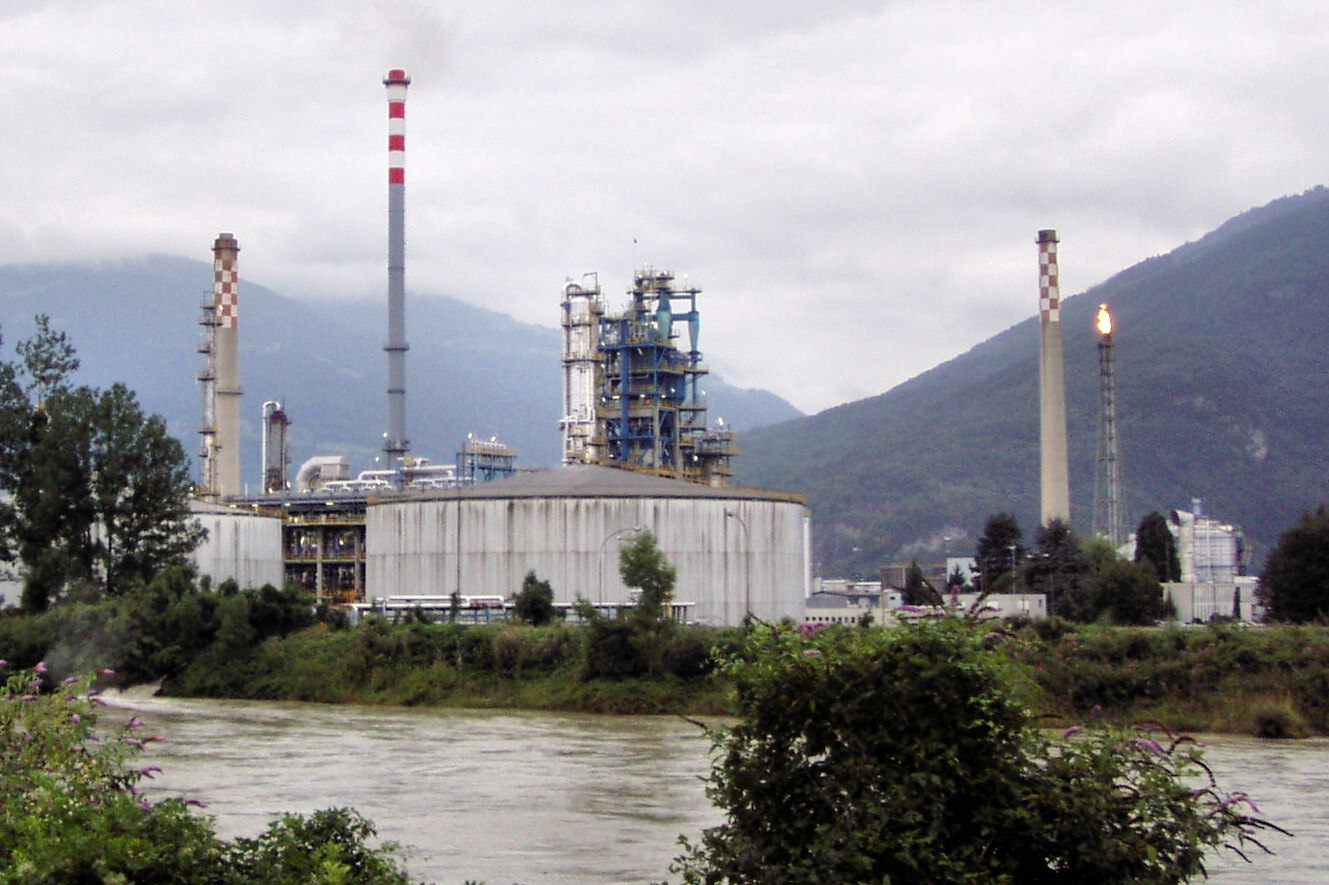
Raffinerie Collombey an der Rhone

## Verlauf

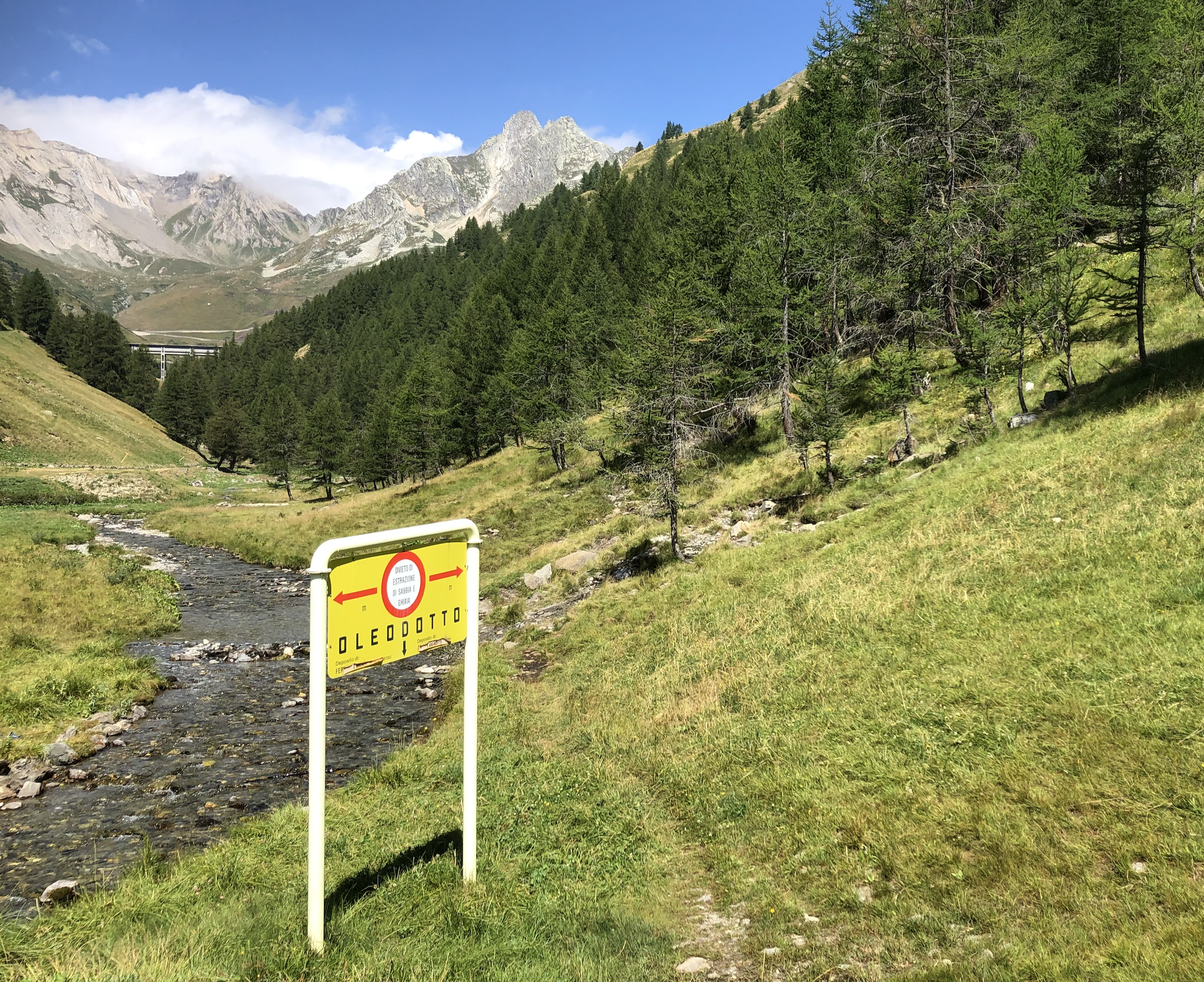
Signal bei Saint-Rhémy-en-Bosses im Aostatal

Die Leitung ist 340 Kilometer lang und hat je nach Abschnitt einen Durchmesser von 12 bzw. 18 Zoll. Sie führt vom Ölhafen von Genua über die Verteilstation beim Tanklager von Ferrera Erbognone in der Lombardei, wo sich die technische Überwachung der Pipeline befindet, durch das Piemont und das Aostatal zur Schweizer Grenze am Grossen Sankt Bernhard. Zwischen Genua und dem Pass liegen vier Pumpstationen an der Leitung. Diese unterquert die Passhöhe im Grossen-Sankt-Bernhard-Tunnel direkt unter dem Bergmassiv des Mont Mort und führt im Kanton Wallis durch das Val d’Entremont bis nach Orsières und über den Champexpass und das Durnandtal nach Martigny, wo sich eine Druckausgleichsstation befindet, und von dort westlich der Rhone talabwärts zum Tanklager der Erdölraffinerie von Collombey-Muraz im Walliser Teil des Chablais.
Für das Verlegen der Stahlrohre wurden ausserhalb von Siedlungen breite Baupisten angelegt, die heute noch stellenweise als Flurstrassen und als Wanderwege dienen. Bei Zwischenfällen müsste die Leitung für Reparaturen zugänglich sein. Einige Abschnitte der Leitung verlaufen, besonders an Engpässen wie bei Saint-Maurice, unter öffentlichen Strassen. Über der Erdoberfläche signalisieren Warnzeichen die Lage der Leitungstrasse.

## Geschichte

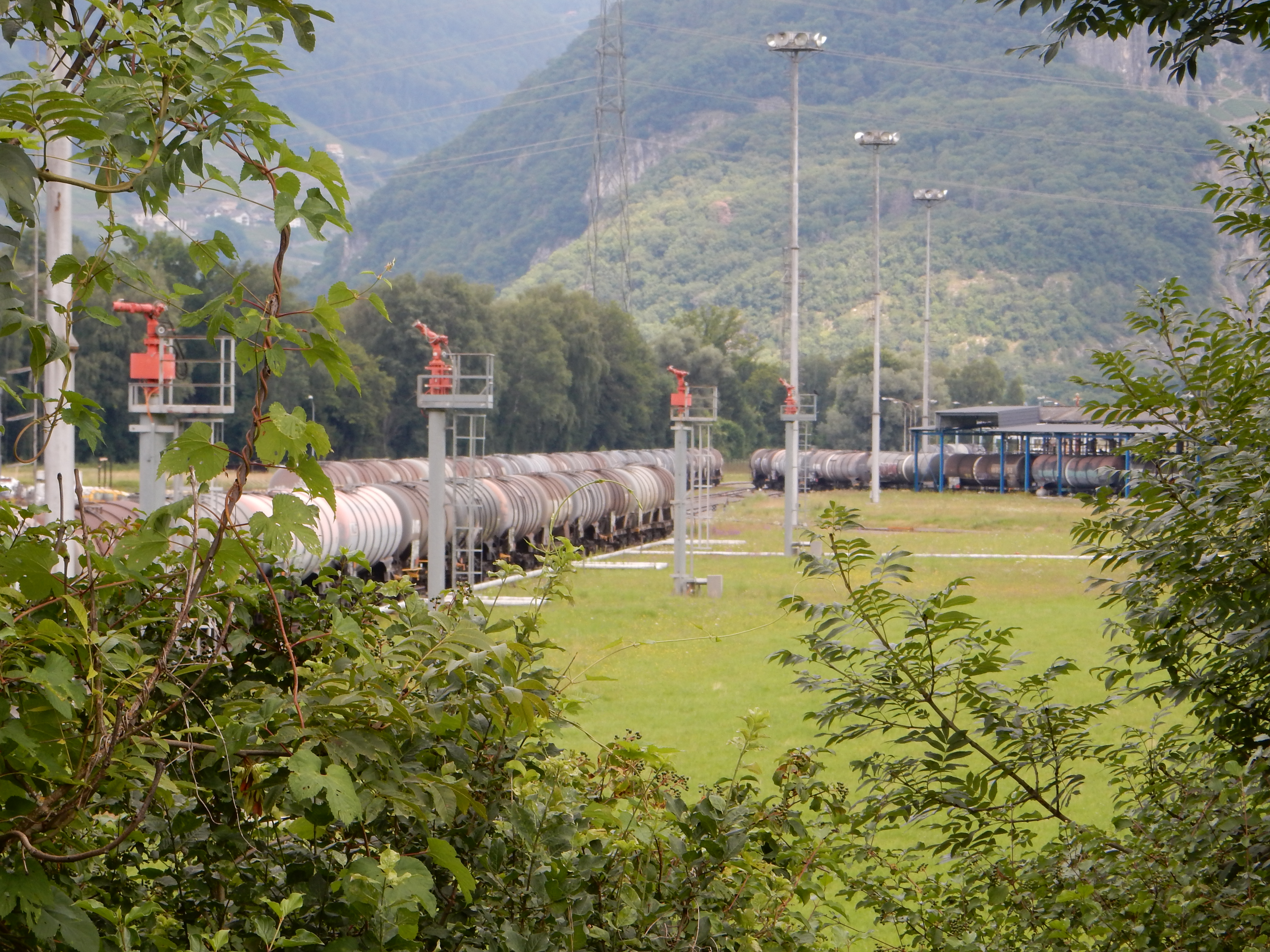
Verladebahnhof nach Stilllegung der Raffinerie (2021)

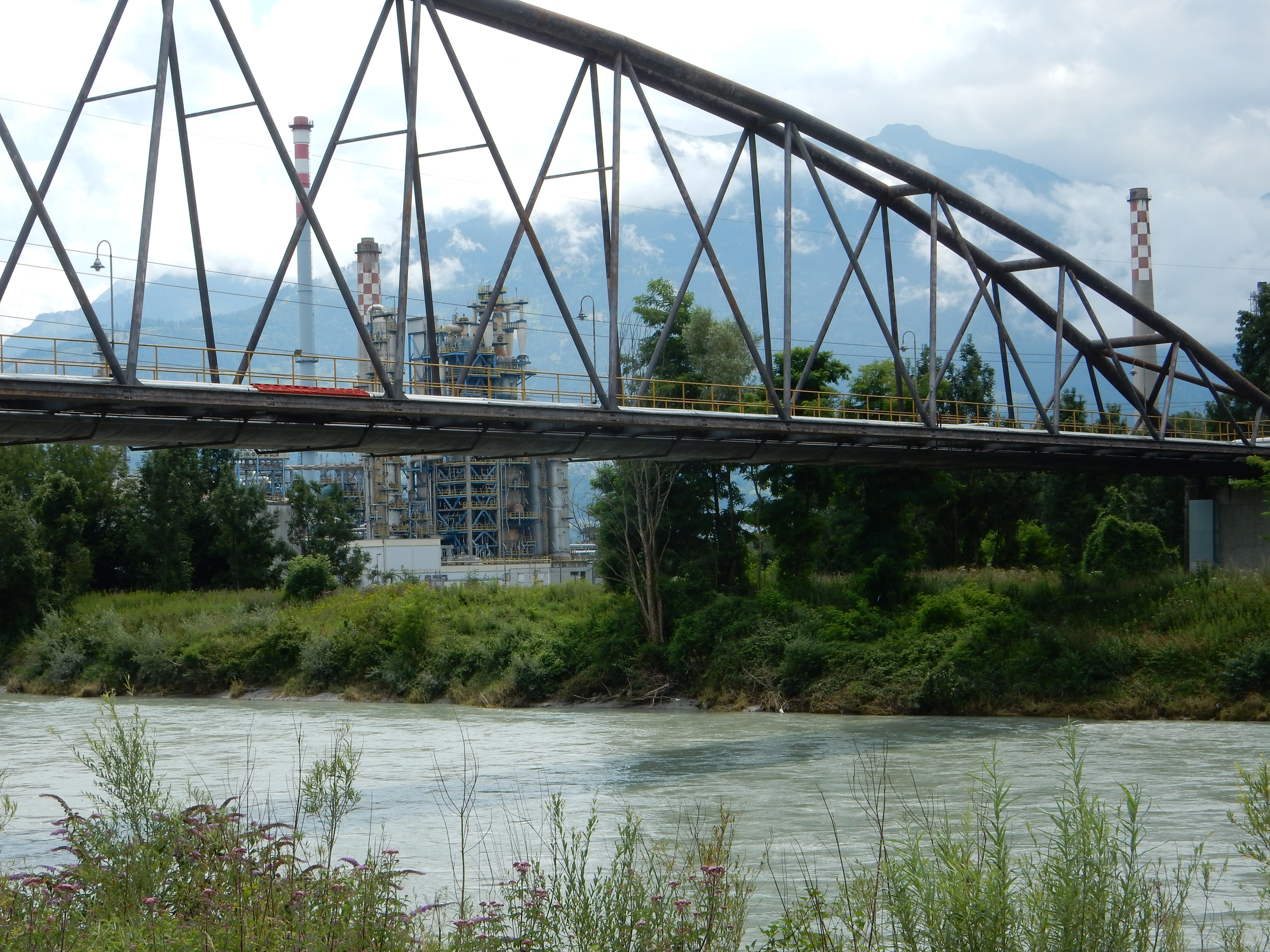
Pipelinebrücke über die Rhone

Die Ölraffinerie von Collombey wurde vom italienischen Öl- und Energiekonzern Eni gebaut und 1963 in Betrieb genommen. Sie bezog das Rohöl aus Italien durch die Pipeline Oléoduc du Rhône. Die Lieferung der Produkte aus der Raffinerie erfolgte mehrheitlich mit der Bahn und teilweise mit Lastwagen. Im Gebiet Les Grandes Iles auf dem Boden der Gemeinde Aigle liegt der Verladebahnhof, der über ein Anschlussgleis zum Bahnhof von Saint-Triphon mit der Simplonstrecke verbunden ist. 1963 wurde zwischen der Raffinerie, die links der Rhone liegt, und den Tanklagern und dem Verladebahnhof auf der andern Seite eine Pipelinebrücke über den Fluss gebaut.
Der italienische Abschnitt der Leitung von Genua bis zum Grossen Sankt Bernhard wurde vom ehemaligen italienischen Unternehmen Oleodotti Internazionali, einer Firma der Eni-Gruppe, gebaut.
Am 22. Dezember 1959 erteilte der Staatsrat des Kantons Wallis der am 13. März 1959 in Lausanne gegründeten Aktiengesellschaft Raffineries du Rhône die Baubewilligung für das Projekt einer Pipeline im Kanton. Die Promotoren des Projekts waren der Eni-Manager Enrico Mattei und die Société Financière Italo-Suisse. 1961 unterbreitete die am 30. September 1960 gegründete Firma Oléoduc du Rhône S.A., eine Schweizer Tochterfirma von Eni, den lokalen Behörden die Pläne für die geplante Ölleitung auf dem Gebiet des Wallis und ersuchte um Servitute für alle Grundstücke, durch welche die im Boden verlegte Leitung verläuft.
Der Gebirgsabschnitt der Ölleitung wurde gleichzeitig mit dem Strassentunnel des Grossen Sankt Bernhard geplant und realisiert. 2002 vereinbarten die Betreibergesellschaft des Tunnels SISEX und die Firma Société de l'oléoduc du Rhône, dass die Pipeline aus dem Strassentunnel in den geplanten Sicherheitsstollen verlegt werden soll.
1990 übernahm Tamoil Suisse die Raffinerie im Wallis. Von 1997 bis 1999 wurde die Ölleitung im italienischen Abschnitt um eine zweite, parallele Röhre erweitert. Seit Tamoil die Raffinerie im Chablais nach technischen Zwischenfällen und jahrelangen Auseinandersetzungen mit den Kantonen Wallis und Waadt um die Betriebssicherheit im Jahr 2015 stillgelegt hat, ist die Ölpipeline zwar weiterhin funktionsfähig, aber auf dem Abschnitt von Ferrera nach Collombey nicht mehr in Betrieb. Sie ist zum Schutz des Werks mit Stickstoff gefüllt. Tamoil kann die Leitung allenfalls dazu nutzen, um Fertigprodukte aus Italien direkt zum Verladebahnhof bei Aigle zu transportieren.
Die 80 Kilometer lange Ölleitung von Genua nach Ferrera ist weiterhin in Betrieb und versorgt die Raffinerie Sannazzaro de’ Burgundi mit Rohöl.